# OAFA Ärzteflugambulanz
Die OAFA Ärzteflugambulanz GmbH (kurz: OAFA) war ein österreichisches Reiseversicherungsunternehmen mit Sitz in Wien (Österreich).
Im Jahr 1976 wurden die Gründungsvoraussetzungen für die OAFA Ärzteflugambulanz entsprechend den gesetzlichen Richtlinien in Österreich geschaffen. Zielsetzung der gemeinnützigen und ärztlich geführten Organisation war bereits zum Gründungszeitpunkt, einerseits in der Prävention für Auslandsreisende tätig zu sein, andererseits Mitgliedern eine Hilfeleistung für den medizinischen Notfall im Ausland sicherzustellen. Die Indikationsstellung für eine Repatriierung sollte prinzipiell unabhängig vom Auslandsbehandlungsort sein, unter Berücksichtigung, dass der Patient vom behandelnden und verantwortlichen Arzt im Ausland für den Transport freigegeben wurde. Aus dieser Organisation entstand im Laufe der Jahre die OAFA Firmengruppe mit Versicherung, Vertrieb und Assistance.
Die Einsatzzentrale (Assistance) der Organisation war 24 Stunden am Tag telefonisch erreichbar. Anfangs wurden keine eigenen Flugzeuge genutzt, sondern Maschinen anderer Bedarfsluftfahrtunternehmen gechartert. Inzwischen ist das Angebot an Flugzeugen und Spezialeinheiten für Linienflugzeuge so groß, dass die eigenen Flieger wieder abgegeben wurden, um das jeweils bestmögliche Flugzeug zu chartern.
Die Patienten wurden von der OAFA Ärzteflugambulanz von Bett zu Bett betreut. Unabhängig davon, ob der Patient mittels Linienmaschine, Ambulanzjet oder Krankenwagen transportiert wird, es befinden sich bis zu zwei Fachärzte beim Patienten, deren Fachgebiete von der Anamnese des Patienten abhängen.
Die OAFA Versicherung AG war lange Trägerin des versicherungstechnischen Risikos und hat sich durch Rückversicherungsverträge den Zugriff auf weltweite Assistance-Netze gesichert. Inzwischen wurde das Risiko auf international tätige Versicherer zur Gänze übertragen. Die OAFA Ärzteflugambulanz GmbH ist die Vertriebsorganisation, die für Kundenberatung und Verkauf zuständig ist. Die Austrian Air Ambulance Ärzteflugambulanz Assistenz GmbH ist die 24-Stunden-Notfallorganisation der OAFA.
Mit Ende 2019 hat die OAFA ihren Betrieb eingestellt.